# Traksl
Traksl (tràksl [t'raksl]). je lesena nahrbtna kletka (kobača) ki so jih uporabljali  barantači, to so bili  trgovci z  perutnino , ti so zbirali perutnino po vaseh jo odkupovali in nosili v mesto na  tržnico. Traksl je bil v uporabi vse do začetka druge polovice  20. stoletja ko so začeli prevažati z  traktorji ali pa z  avti.